# Сергєєв Сергій Анатолійович
Сергєєв Сергій Анатолійович (Серкан Атасай) (11 березня, 1970, Запоріжжя, УРСР) — український та турецький плавець, учасник Олімпійських ігор 1996 року в Атланті, Олімпійських ігор 2004 року в Афінах у складі збірної України, учасник Олімпійських ігор 2008 року у Пекіні у складі збірної Туреччини, чемпіон Європи на дистанції 200 метрів комплексним плаванням у 2005 році у складі збірної України, багаторазовий рекордсмен України і Туреччини, багаторазовий рекордсмен світу у категорії «Мастерс», тренер з плавання.

## Особисте життя
Одружений, двоє дітей.